# Vitaliy Denisov
Vitaliy Denisov, uzb. cyr. Виталий Денисов, ros. Виталий Геннадьевич Денисов, Witalij Giennadjewicz Dienisow (ur. 23 lutego 1987 w Taszkencie, Uzbecka SRR) – uzbecki piłkarz pochodzenia rosyjskiego, grający na pozycji lewego obrońcy, reprezentant Uzbekistanu.

## Kariera piłkarska

### Kariera klubowa
Jest wychowankiem miejscowej DJuSSz Paxtakor Taszkent (pierwszy trener D.Nuraliev), a potem Akademika Moskwa. W 2004 roku zaproszony do CSKA Moskwa. Jednak przez wysoką konkurencję nie potrafił przebić się do podstawowej jedenastki i występował w drużynie rezerwowej. W 2006 został wypożyczony do Spartaka Niżny Nowogród. Na początku 2007 roku przeszedł do ukraińskiego Dnipra Dniepropetrowsk, który w całości wykupił jego kontrakt od CSKA. 14 stycznia 2013 roku podpisał 3-letni kontrakt z Lokomotiwem Moskwa.

## Kariera reprezentacyjna
Jest zawodnikiem narodowej reprezentacji Uzbekistanu.

## Sukcesy i odznaczenia

### Sukcesy klubowe
- zdobywca Mistrzostw Rosji: 2005

### Sukcesy indywidualne
- piłkarz roku w Uzbekistanie: 2007 (nr 3).